# Moshchena
Moshchena (en ucraniano: Моще́на) es un pueblo de Ucrania, constituido administrativamente como una pedanía del asentamiento de tipo urbano de Liúblynets, en el raión de Kóvel de la óblast de Volinia.
Se encuentra a una altitud de 179 metros sobre el nivel del mar. En el censo de 2001 tenía 540 habitantes.

## Historia
Antes de la formación del actual municipio de Liúblynets en 2016, Moshchena era sede de un consejo rural, que incluía como pedanía a Cherkasy.